# Konstantin Zyrianow
Konstantin Gieorgijewicz Zyrianow (ros. Константин Георгиевич Зыря́нов, ur. 5 października 1977 w Permie) – piłkarz rosyjski grający na pozycji defensywnego pomocnika.

## Kariera klubowa
Zyrianow pochodzi z miasta Perm. Pierwsze piłkarskie kroki stawiał w tamtejszym klubie Zvezda Perm, a w 1995 roku trafił do bardziej znanego Amkaru Perm i wtedy też zadebiutował w rozgrywkach Trzeciej Dywizji (odpowiednik IV ligi), a na koniec sezonu Amkar awansował do Drugiej Dywizji (odpowiednik III ligi). Zyrianow z sezonu na sezon spisywał się lepiej i pokazywał wysoką skuteczność: w 1996 roku strzelił 16 goli w lidze, a w 1998 – 17. Wtedy też awansował z Amkarem do Pierwszej Dywizji (odpowiednik II ligi), gdzie grał przez rok, a przed rozpoczęciem sezonu 2000 podpisał kontrakt z klubem Premier Ligi (odpowiednik I ligi), Torpedo Moskwa.
W Torpedo Zyrianow początkowo nie miał miejsca w składzie i w 2000 roku wystąpił tylko w 5 meczach ligowych, a jego klub zakończył rozgrywki ligowe na wysokim 3. miejscu w tabeli. W 2001 roku Konstantin był już podstawowym zawodnikiem moskiewskiego zespołu i tym razem Torpedo ukończyło Premier Ligę na 4. miejscu, a z Pucharu UEFA odpadło już w pierwszej rundzie. W 2002 roku Torpedo znów było czwarte w lidze, w 2003 – 8., a w 2004 – 5. Z czasem jednak zespół grał coraz słabiej, a w 2006 roku dość niespodziewanie opuścił szeregi ekstraklasy, w tabeli wyprzedzając jedynie Szynnik Jarosławl.
Po spadku Torpedo do Pierwszej Dywizji Zyrianow odszedł z klubu i za 2,5 miliona euro przeniósł się do Zenitu Petersburg, w którym od początku 2007 roku zaczął grać w wyjściowej jedenastce. W czerwcu 2013 przedłużył kontrakt z klubem do końca sezonu 2013/2014.
| Sezon   | Klub             | Kraj  | Rozgrywki        | Mecze | Bramki |
| ------- | ---------------- | ----- | ---------------- | ----- | ------ |
| 1995    | Amkar Perm       | Rosja | Trzecia Dywizja  | 24    | 8      |
| 1996    | Amkar Perm       | Rosja | Wtoroj diwizion  | 40    | 16     |
| 1997    | Amkar Perm       | Rosja | Wtoroj diwizion  | 38    | 4      |
| 1998    | Amkar Perm       | Rosja | Wtoroj diwizion  | 33    | 17     |
| 1999    | Amkar Perm       | Rosja | Pierwyj diwizion | 36    | 6      |
| 2000    | Torpedo Moskwa   | Rosja | Priemjer-Liga    | 5     | 3      |
| 2001    | Torpedo Moskwa   | Rosja | Priemjer-Liga    | 29    | 0      |
| 2002    | Torpedo Moskwa   | Rosja | Priemjer-Liga    | 15    | 0      |
| 2003    | Torpedo Moskwa   | Rosja | Priemjer-Liga    | 26    | 0      |
| 2004    | Torpedo Moskwa   | Rosja | Priemjer-Liga    | 30    | 2      |
| 2005    | Torpedo Moskwa   | Rosja | Priemjer-Liga    | 29    | 3      |
| 2006    | Torpedo Moskwa   | Rosja | Priemjer-Liga    | 30    | 1      |
| 2007    | Zenit Petersburg | Rosja | Priemjer-Liga    | 27    | 9      |
| 2008    | Zenit Petersburg | Rosja | Priemjer-Liga    | 29    | 7      |
| 2009    | Zenit Petersburg | Rosja | Priemjer-Liga    | 30    | 4      |
| 2010    | Zenit Petersburg | Rosja | Priemjer-Liga    | 28    | 2      |
| 2011/12 | Zenit Petersburg | Rosja | Priemjer-Liga    | 41    | 2      |
| 2012/13 | Zenit Petersburg | Rosja | Priemjer-Liga    | 27    | 6      |
| 2013/14 | Zenit Petersburg | Rosja | Priemjer-Liga    | 19    | 1      |
| 2014/15 | Zenit Petersburg | Rosja | Priemjer-Liga    | 23    | 6      |
| 2015/16 | Zenit Petersburg | Rosja | Priemjer-Liga    | 34    | 2      |
| 2016/17 | Zenit Petersburg | Rosja | Priemjer-Liga    | 28    | 2      |
| 2017/18 | Zenit Petersburg | Rosja | Priemjer-Liga    | 3     | 0      |

## Kariera reprezentacyjna
W reprezentacji Rosji Zyrianow zadebiutował 27 maja 2006 roku w zremisowanym 0:0 towarzyskim spotkaniu z Hiszpanią. Do kadry narodowej powrócił rok później i swój drugi występ zaliczył 22 sierpnia, gdy Rosja zremisowała 2:2 z Polską.

### Bramki w reprezentacji
| Bramki w reprezentacji | Bramki w reprezentacji | Bramki w reprezentacji                     | Bramki w reprezentacji | Bramki w reprezentacji | Bramki w reprezentacji | Bramki w reprezentacji            |
| #                      | Data                   | Miejsce                                    | Przeciwnik             | Bramka                 | Rezultat               | Rozgrywki                         |
| ---------------------- | ---------------------- | ------------------------------------------ | ---------------------- | ---------------------- | ---------------------- | --------------------------------- |
| 1.                     | 23 maja 2008           | Stadion Lokomotiwu, Moskwa, Rosja          | Kazachstan             | 3:0                    | 6:0                    | Towarzyski                        |
| 2.                     | 4 czerwca 2008         | Wacker Arena, Burghausen, Niemcy           | Litwa                  | 1:1                    | 4:1                    | Towarzyski                        |
| 3.                     | 14 czerwca 2008        | Stadion Wals-Siezenheim, Salzburg, Austria | Grecja                 | 1:0                    | 1:0                    | Euro 2008                         |
| 4.                     | 20 sierpnia 2008       | Stadion Lokomotiwu, Moskwa, Rosja          | Holandia               | 1:1                    | 1:1                    | Towarzyski                        |
| 5.                     | 28 marca 2009          | Stadion Łużniki, Moskwa, Rosja             | Azerbejdżan            | 2:0                    | 2:0                    | Eliminacje Mistrzostw Świata 2010 |
| 6.                     | 1 kwietnia 2009        | Rheinpark Stadion, Vaduz, Liechtenstein    | Liechtenstein          | 0:1                    | 0:1                    | Eliminacje Mistrzostw Świata 2010 |
| 7.                     | 10 czerwca 2009        | Stadion Olimpijski, Helsinki, Finlandia    | Finlandia              | 0:1                    | 0:3                    | Eliminacje Mistrzostw Świata 2010 |